# Powerset

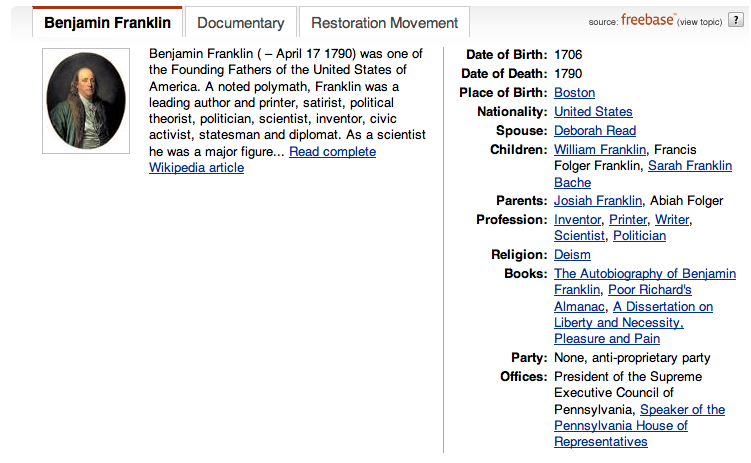
Dossier Powerset pour Benjamin Franklin. Powerset renvoie un dossier pour de nombreux sujets. Powerset rassemble des informations provenant à la fois de l'article de Wikipedia et de Freebase.

Powerset est une entreprise localisée à San Francisco qui développe un moteur de recherche en langage naturel. Son principal actionnaire est Microsoft.
En mai 2008, elle a mis à la disposition du public un outil permettant de faire des recherches sur Wikipédia en utilisant une phrase plutôt que des mots-clés pour formuler la requête.